# Geogarypus longidigitatus
Geogarypus longidigitatus är en spindeldjursart som först beskrevs av William Joseph Rainbow 1897.  Geogarypus longidigitatus ingår i släktet Geogarypus och familjen Geogarypidae. Inga underarter finns listade i Catalogue of Life.